# Drietand (voorwerp)

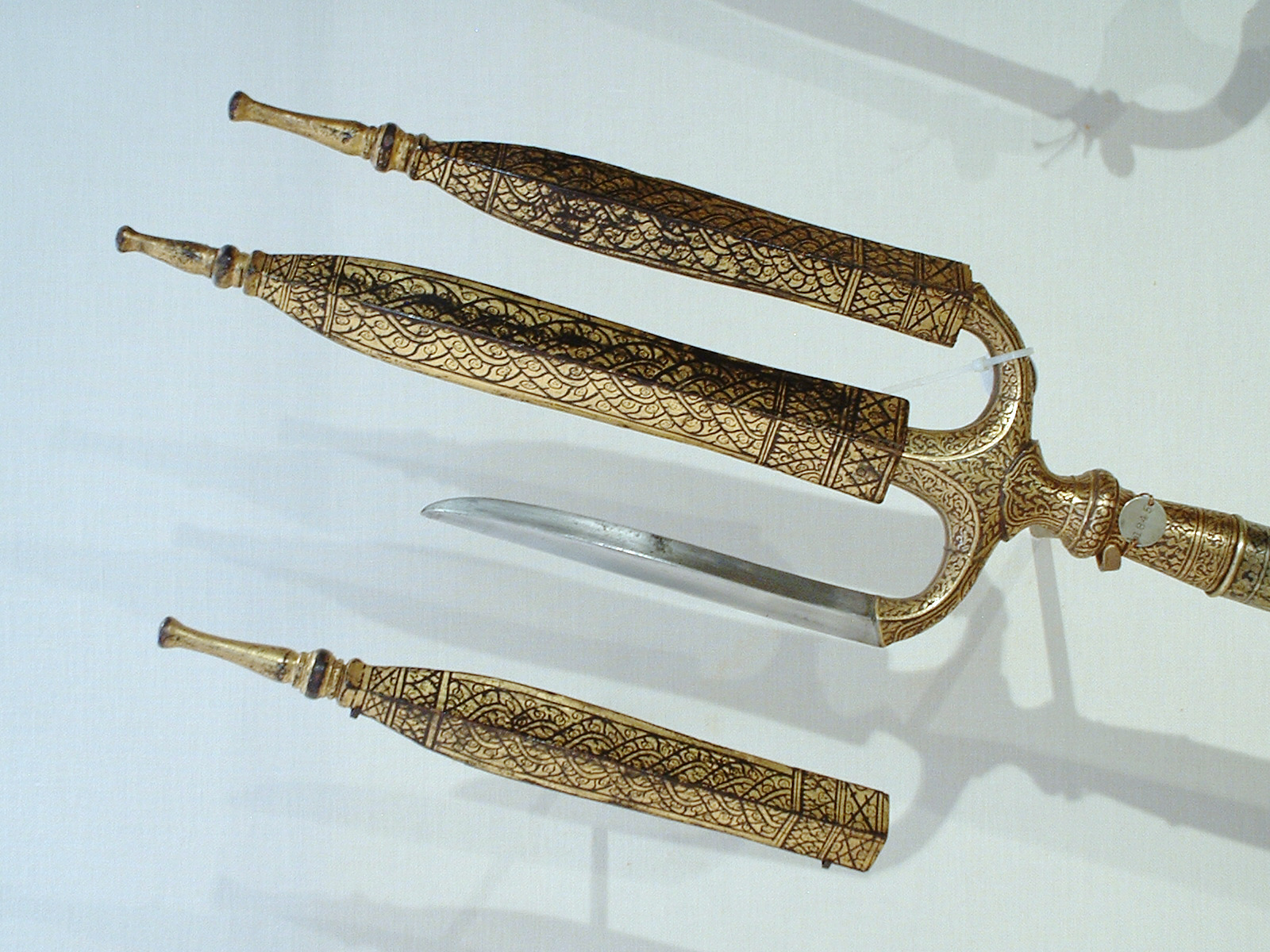
Een versierde drietand uit Birma (18e eeuw).

Een drietand is een drietandige vork of speer.

## Wapen
Als het traditionele wapen om vis te spiesen was de drietand het attribuut van Poseidon, de Griekse zeegod (ook van Neptunus, de Romeinse variant). Bij Homerus is Poseidon gewapend met de τρίανα, tríana (een ander woord is τριόδους, triódous). De drietand als symbool van de soevereiniteit over de zee kan men ook bij Archilochus (ca. 700 v.Chr.) en Aristophanes aantreffen. In het Hindoeïsme is de drietand (trishula) een van de attributen van de god Shiva. 
In de gladiatorenspelen van het oude Rome was de retiarius met een drietand en visnet gewapend.
De bereden veehoeders in de Camargue, (Frans: gardian), gebruiken van oudsher een drietand als gereedschap tijdens hun werk.

## Heraldiek
De emblematische figuur van Groot-Brittannië (Britannia) houdt als meesteres van de zee de drietand vast. Ook de vlag van Barbados voert de drietand, om de onafhankelijkheid veroverd op Brittannië te tonen. Op de koloniale vlag stond namelijk Britannia met drietand afgebeeld.
De drietand is tevens het wapen van Oekraïne, de typische vorm staat bekend als trizoeb.

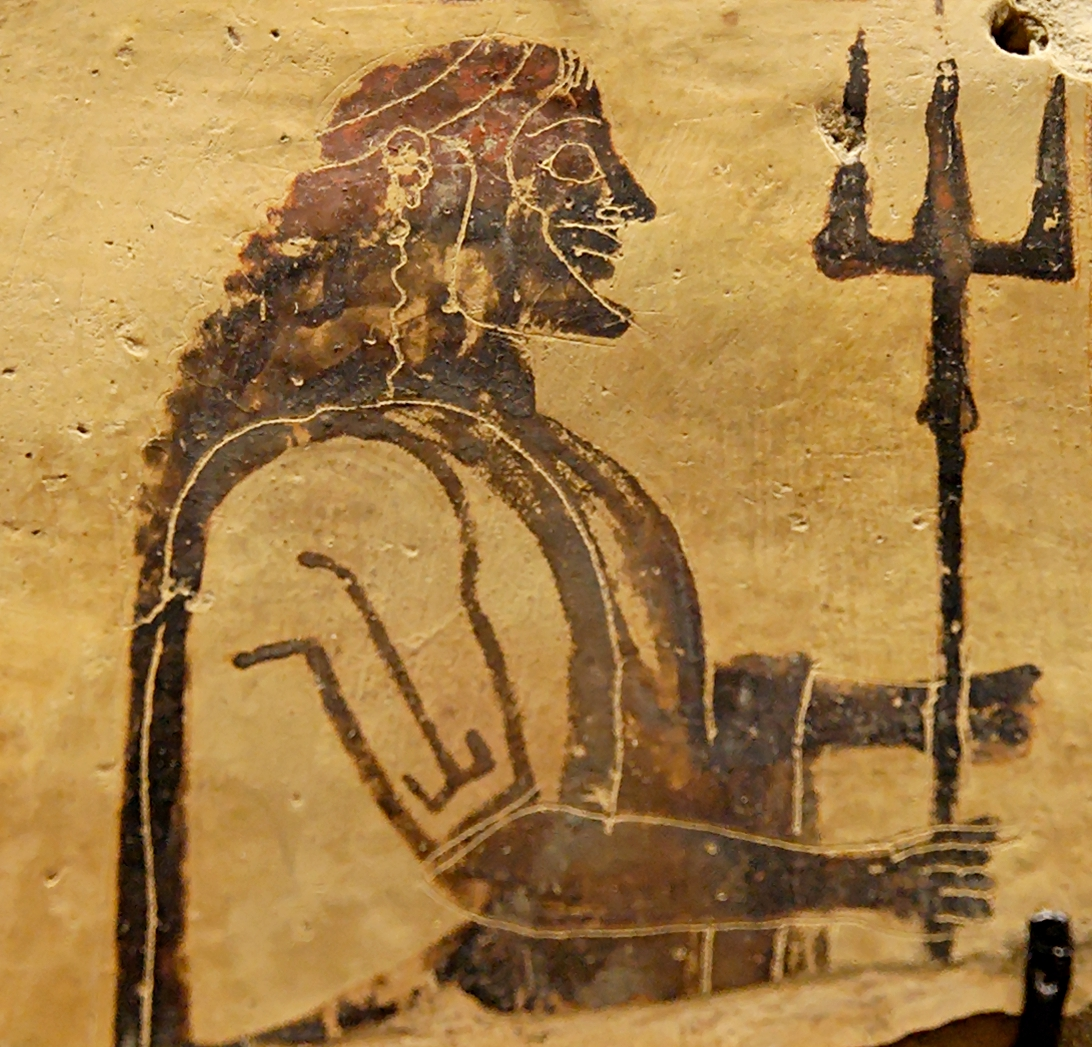
Een afbeelding van Poseidon met drietand op een Korinthische plaque (550–525 v.Chr., Penteskouphia, Louvre).
Het wapen van Oekraïne.
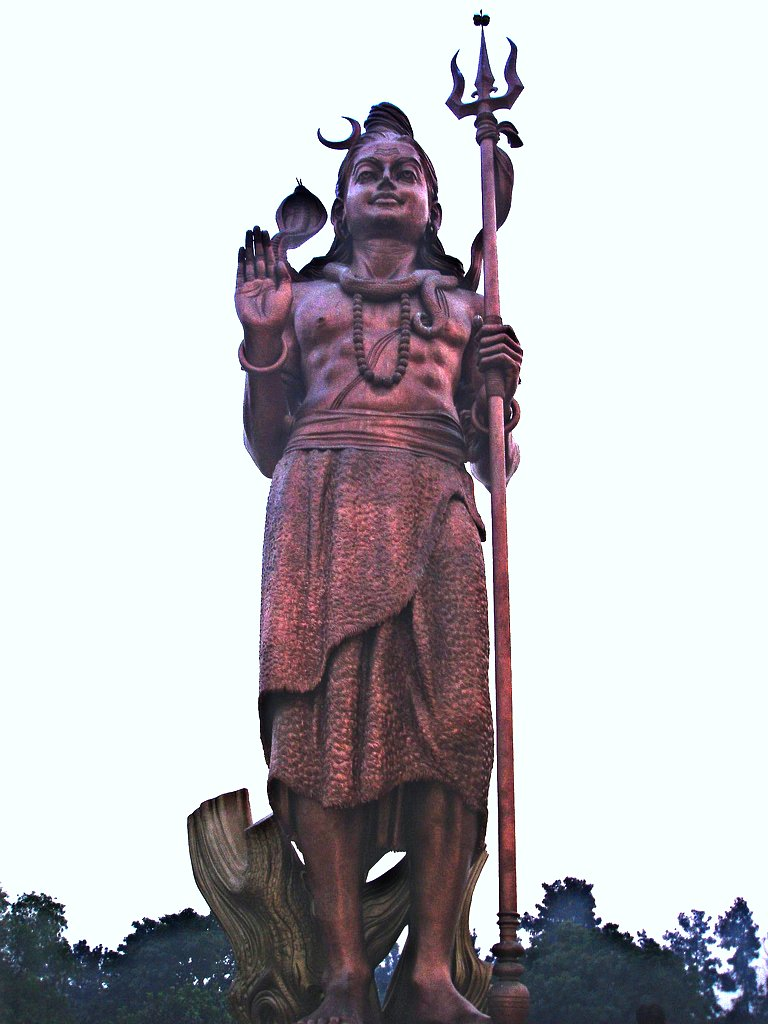
Beeld van Shiva met drietand (nabij Indira Gandhi International Airport, Delhi)
De drietand van Shiva.
De vlag van Barbados.
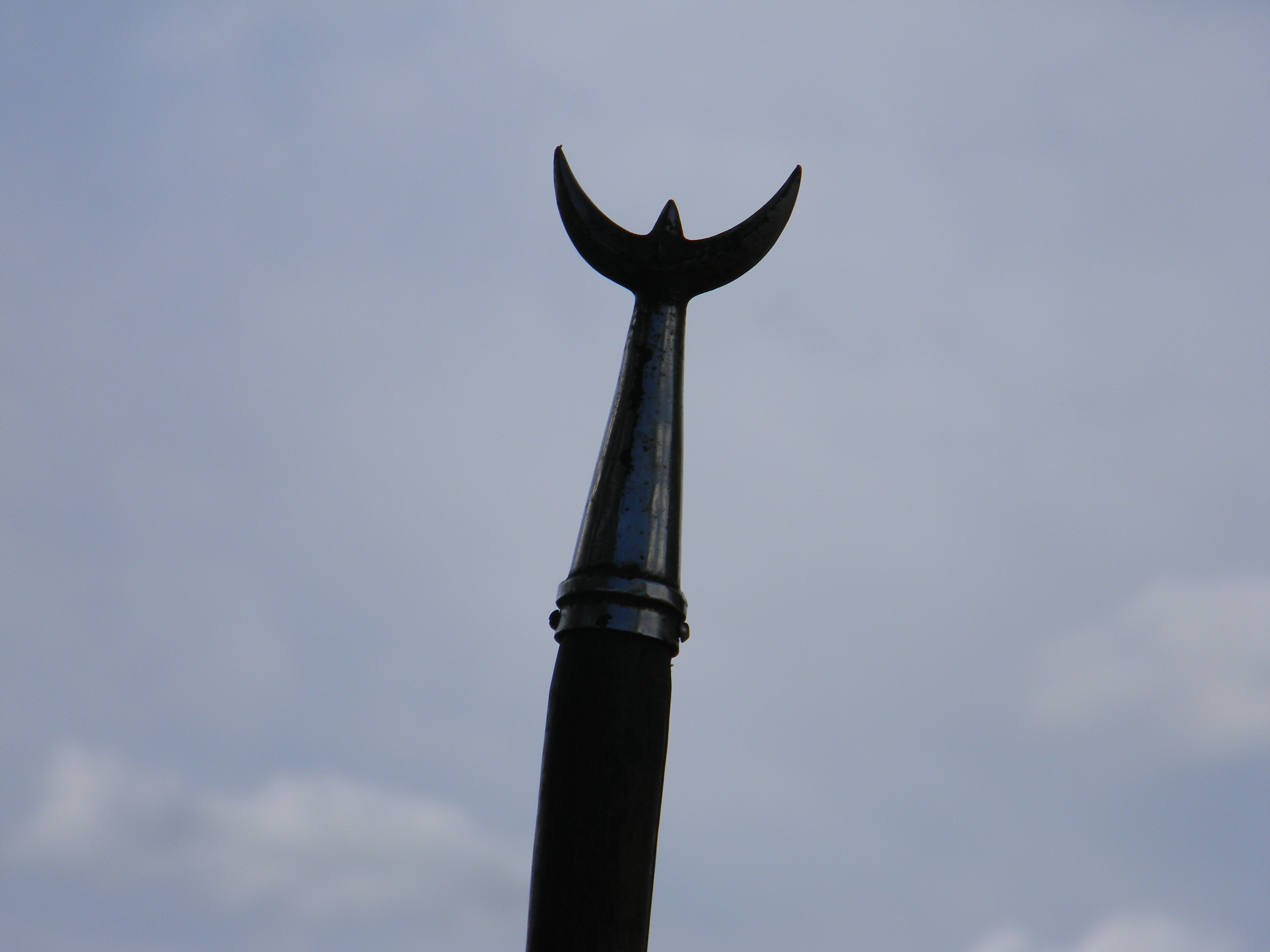
Drietand van de gardian in de Camargue
Het symbool voor de planeet Neptunus is ook een drietand.